# Selenops wilsoni
Selenops wilsoni là một loài nhện trong họ Selenopidae.
Loài này phân bố ở Jamaica.
Loài này thuộc chi Selenops. Selenops wilsoni được Sarah C. Crews miêu tả năm 2011.